# История почты и почтовых марок Марокко
История почты и почтовых марок Марокко описывает развитие почтовой связи в Королевстве Марокко, государстве в Северо-Западной Африке со столицей в Рабате. История почты Марокко сложна из-за политического развития страны в XX веке. Письма отправлялись через почтовые отделения, принадлежащие созданной султаном почте шерифа, и через почтовые отделения, принадлежащие европейским державам. После раздела Марокко на французский и испанский протектораты и международную зону Танжер в 1912 году, Франция и Испания открыли почтовые службы в соответствующих зонах.
Марокко входит в число стран — участниц Всемирного почтового союза (ВПС; с 1920), а её нынешним национальным почтовым оператором является «Барид аль-Магриб» («Почта Марокко»; фр. Poste Maroc).

## Развитие почты
Первые марокканские почтовые марки были выпущены в 1891 году частными компаниями, которые осуществляли курьерскую связь между городами.
Ситуация изменилась после реорганизации, проведённой в 1911 году. Для пересылки местной корреспонденции была создана почта шерифа Марокко, для которой были выпущены две серии почтовых марок, которые оставались в обращении до 1915 года и до 1919 года в Танжере.

### Почта Махзен

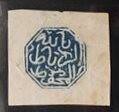
Старинный марокканский почтовый штемпель XIX века

В 1881 году, узнав, что иностранцы готовятся открыть местную почтовую службу между Мазаганом (Эль-Джадида) и Марракешем, султан Мулай Хасан I приказал портовым чиновникам организовать марокканское почтовое отделение. 22 ноября 1892 года первая структура для перевозки почтовых отправлений была создана в Марокко султаном Дахиром. В тексте королевского указа были изложены правила организации и работы почтовой администрации. Почтовые маршруты были впоследствии созданы отдельными людьми для осуществления почтовой связи между различными городами. Местных почтальонов называли «ракками».
Почта Махзен (Makhzen Post) впервые использовала «негативные» почтовые штемпеля с надписями на арабском языке (так называемые «Махзенские штемпеля») с указанием названия почтового отделения и с призывом к Аллаху о покровительстве. На письмах частных лиц ставился восьмиугольный штемпель, а на письмах, доставляемых официальными курьерами, — круглый штемпель. У каждого города был свой штемпель.
На использовавшихся почтовых штемпелях были указаны названия городов отправления и назначения:
- Эль-Джадида / Марракеш (1891)
- Танжер / Фес (1892)
- Эс-Сувейра / Марракеш (1892)
- Фес / Сефру (1894)
- Танжер / Ассила (1895)
- Тетуан / Чауэн (1896)
- Танжер / Тетуан (1896)
- Ксар Элькбир / Уаззен (1896)
- Тетуан / Ксар Элькбир (1897)
- Фес / Мекнес (1897)
- Танжер / Ксар Элькбир (1898)
- Танжер / Лараш (1898)
- Сафи / Марракеш (1898)
- Эс-Сувейра / Агадир (1900)
- Демнат / Марракеш (1906)

### Шерифская почта
В 1911 году «Марокканская телеграфная компания» получила задание организовать национальное почтовое отделение и выпустить почтовые марки вместо штемпелей. Новая почтовая служба была организована по европейской модели и начала свою деятельность 1 марта 1912 года под названием Шерифское управление телеграфа, телефона и почт. Свою первую почтовую марку оно выпустило 22 мая 1912 года.
Соглашение, подписанное 1 октября 1913 года между Марокко и Францией, привело к тому, что султан Дахир создал Office Chérifien des Postes des Telegraphes et Telephones.

### Список частных курьерских маршрутов
- Демнат — Марракеш
- Эль-Ксар-эль-Кебир — Уэззан
- Фес — Мекнес
- Фес — Сефру
- Мазаган — Аземмур — Марракеш
- Мазаган — Марракеш
- Могадор — Агадир
- Могадор — Марракеш
- Сафи — Марракеш
- Танжер — Асила
- Танжер — Эль-Ксар-эль-Кебир
- Танжер — Фес
- Танжер — Лараш
- Танжер — Тетуан
- Тетуан — Шефшауэн
- Тетуан — Эль-Ксар-эль-Кебир

## Выпуски почтовых марок

### Первые почтовые марки

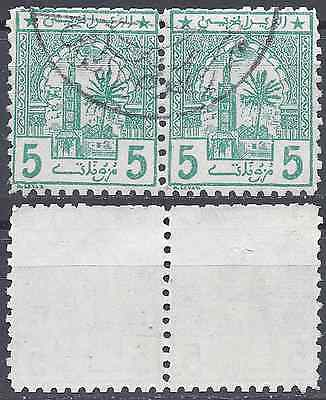
Марокканская почтовая марка начала XX в. В надписи на арабском языке указан номинал марки 5 музуна, которая является частью хассанского риала, местной марокканской валюты, которая использовалась в XIX в. — начале XX в.

Первая почтовая марка Марокко была выпущена почтой шерифа 22 мая 1912 года.

## Иностранные почтовые отделения в Марокко

### Французские почтовые отделения в Марокко

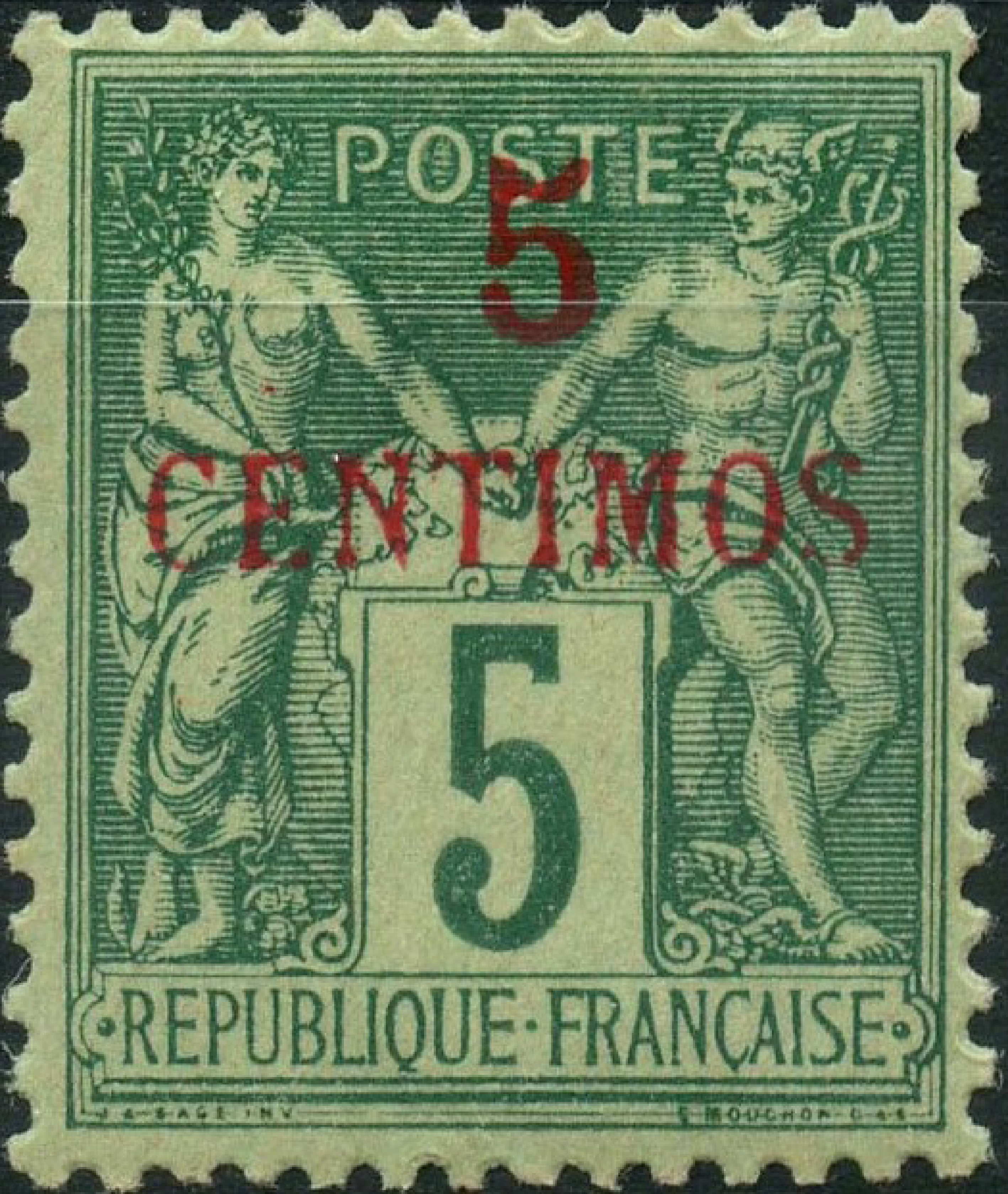
Французская почтовая марка с надпечаткой для Французской почты в Марокко, 1891 г.

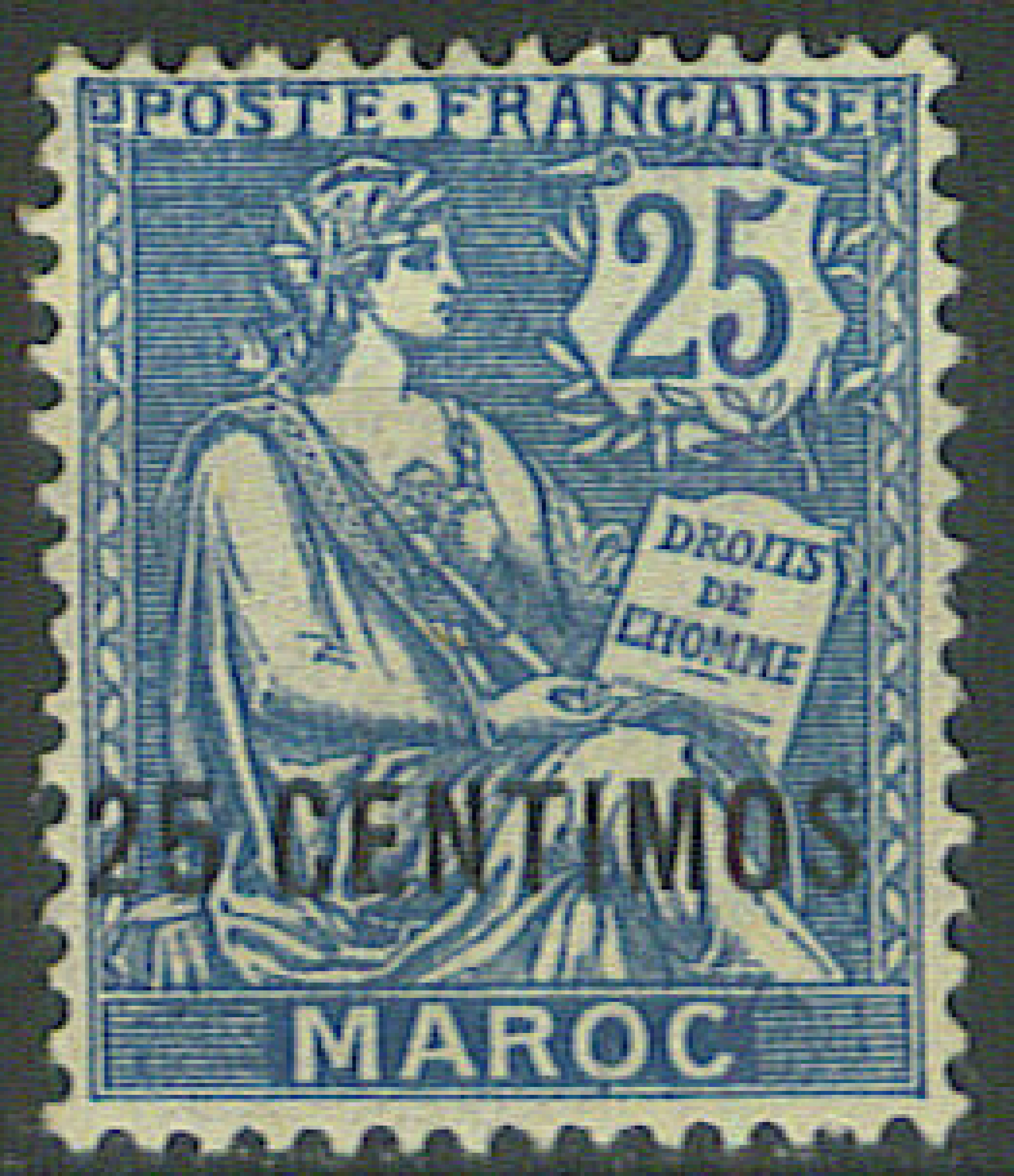
Почтовая марка Французской почты в Марокко, 1902 г.

Французское почтовое агентство отправляло почту из Танжера еще в 1854 году, но формально почта была организована в 1891 году, когда французские почтовые отделения были открыты по всему султанату. Для этих почтовых отделений были выпущены почтовые марки Франции с надпечаткой номиналов в песетах и сентимо в соотношении 1 к 1 с номиналами во французской денежной единице как на выпусках типа Саж, так и после 1902 года на выпусках типа Муфлон с надписью фр. «Maroc» («Марокко») (которые никогда официально не эмитировались без этой надпечатки).

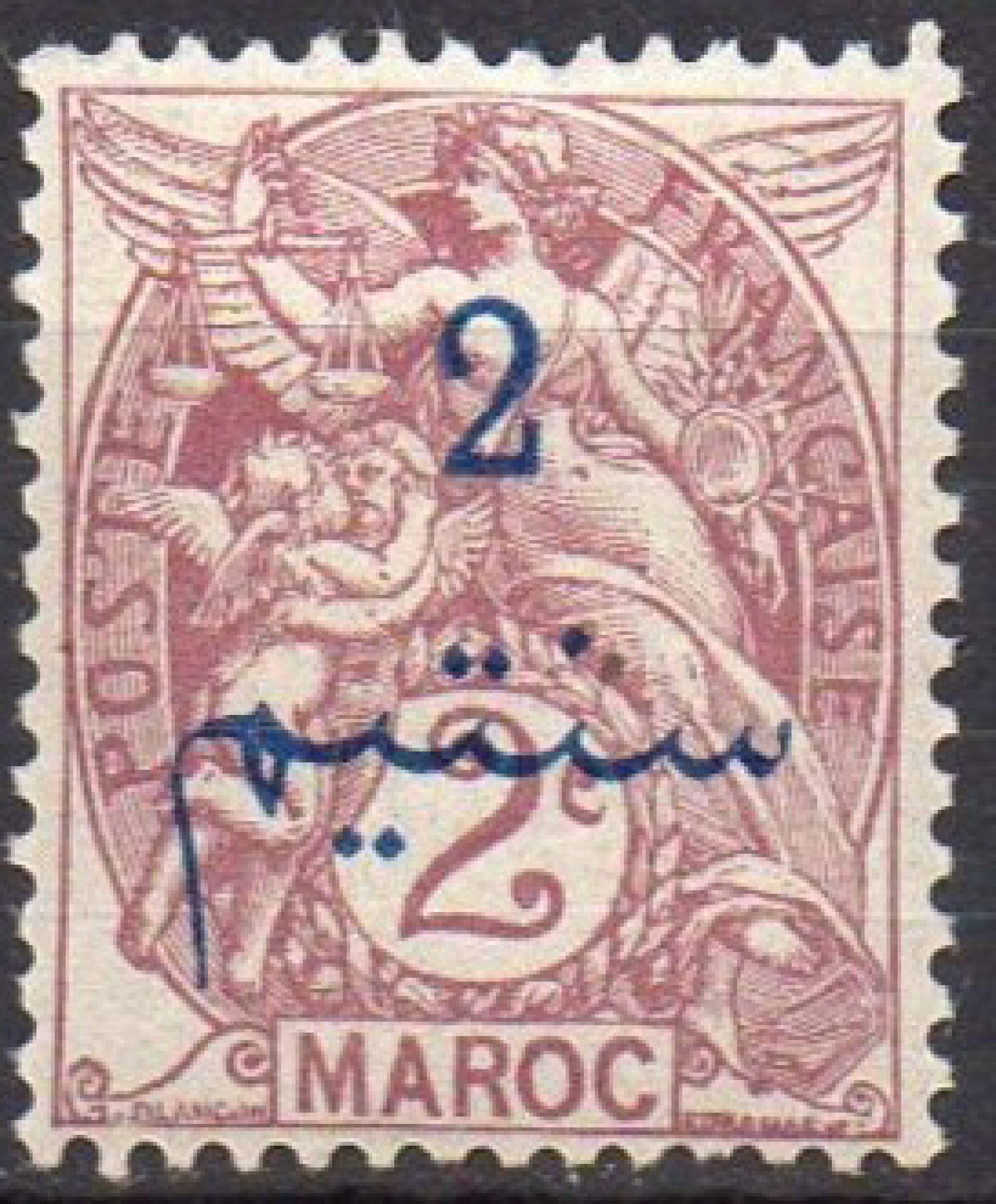
Почтовая марка Французской почты в Марокко с надпечаткой на арабском языке, 1911 г.

В 1911 году на выпусках типа Муфлон были сделаны надпечатки на арабском языке.

### Испанские почтовые отделения в Марокко

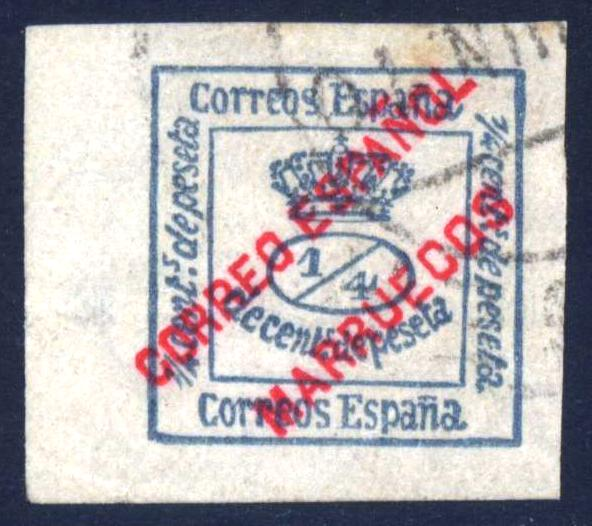
Почтовая марка Испанской почты в Марокко, выпущенная в 1903 г.

Первое испанское почтовое отделение в Марокко было открыто в 1867 году, почтовые марки для него были выпущены в 1903 году.

### Марокко под властью европейских держав

#### Французский протекторат

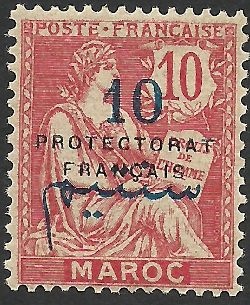
Почтовая марка с надпечаткой «PROTECTORAT FRANCAIS», 1914 г.

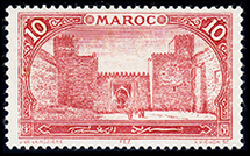
Почтовая марка Французского протектората Марокко, 1917 г.

Первые почтовые марки протектората вышли 1 августа 1914 года и представляли собой существующие марки с дополнительной надпечаткой фр. «Protectorat Français» («Французский протекторат»). Первые почтовые марки нового рисунка были выпущены в 1917 году и представляли собой 17 марок шести рисунков с номиналами в сантимах и франках, с надписью «Марокко» на французском («Maroc») и арабском языках.

#### Испанский протекторат
После установления испанского протектората, в 1914 году были эмитированы испанские почтовые марки с надпечаткой исп. «Marruecos» («Марокко»), а в 1915 году за ними последовали марки с надпечаткой «Protectorado Español en Marruecos» («Испанский протекторат в Марокко»). Серия стандартных марок с надписью «Zona Protectorado Español en Marruecos» («Зона испанского протектората в Марокко») была выпущена в 1928 году, а на более поздних выпусках стояла надпись «Marruecos / Protectorado Español» («Марокко / Испанский протекторат»).
Первые марки южной зоны, называемой мысом Джуби были выпущены в 1916 году с надпечаткой исп. «Cabo Jubi» («Мыс Джуби») на марках Рио-де-Оро. Более поздние выпуски представляли собой надпечатки на почтовых марках Испании с 1919 по 1929 год, а затем на почтовых марках Испанского Марокко. С 1950 года на территории Мыса Джуби использовались почтовые марки Испанской Сахары.

### Танжер
В Танжере, как международной зоне, находились французские почтовые отделения, которые использовали почтовые марки Французского Марокко с надпечаткой названия города. Испания также имела почтовые отделения в Танжере, для которых специально выпускались почтовые марки. Британская почта в Танжере выпустила собственные почтовые марки в 1927 году. Германские почтовые отделения в Танжере работали до 1919 года.

### Ифни
Испания начала выпускать почтовые марки для Ифни, в то время испанской территории, в 1941 году, вначале делая на испанских почтовых марках надпечатку исп. «Territorio de Ifni» («Территория Ифни»), а затем выпустив марки нового рисунка в 1943 году. Эмиссия выпусков происходила с периодичностью около десяти в год, последний вышел 23 ноября 1968 года. Большинство из них широко доступны, и чаще встречаются негашенными, чем погашенными.

### После восстановления независимости
В 1955 году королевство Марокко восстановило независимость и почтовую автономию. Танжер вернулся в состав марокканского государства.
С 1956 года по 1957 год почтовые марки выпускались с номиналами в марокканских франках и испанских песетах для южной и северной зоны соответственно. С 1958 года франк использовался на всей территории Марокко, и первые почтовые марки для всей территории страны были выпущены в честь Всемирной выставки в Брюсселе.
После войны Ифни в 1958 году, Мыс Джуби был снова включен в состав марокканского государства. Марокканская почтовая служба охватила в 1969 году бывший испанский Ифни, а в 1975 году — северную половину Западной Сахары. С 1979 года почта Марокко работает на всей территории Западной Сахары в пределах Марокканской стены.

## Почтовые марки с надписью «Западная Сахара»
Почтовые марки с надписями «República Saharaui» («Республика Сахара»), «Sahara Occidental» («Западная Сахара») или «Sahara Occ. R.A.S.D.» относятся к спорной территории Западной Сахары, оккупированной Марокко. Марокканское почтовое ведомство в циркуляре Всемирного почтового союза заявило, что считает эти марки незаконными выпусками.